# Silvervårtkaktus
Silvervårtkaktus (Mammillaria geminispina) är en suckulent växt inom släktet Mammillaria och familjen kaktusar.

## Beskrivning
Silvervårtkaktus har rund kropp, växer ofta i klungor, med ovanligt långa vitaktiga taggar. Blommor gulaktigt vita med rött svalg, cirka två centimeter stora.

## Odling
Silvervårtkaktusen trivs bäst på så solig plats som möjligt hela året. Sommartid kan den vistas utomhus, låt det inte regna på krukan, för mycket vatten är det största hotet. Vattna rejält så jorden blir genomvattnad, men låt den sedan torka upp ordentligt före nästa vattning. Vintertid skall den vattnas mycket sparsamt. Använd svag kaktusnäring under sommarmånaderna, ingenting resten av året. För mycket näring gör att kaktusen får svårt att klara vintern. På sommaren är en temperatur på cirka 20 °C lagom, gärna med svalare nätter. På vintern kan den klara sig med 5-10 °C, men ingen frost. Ju svalare vintertid, desto lättare kommer blomningen igång på våren. Omplantering behöver sällan göras varje år, men när det behövs ska jorden innehålla mycket dränerande material.